# Akialoa obscura
L'akialoa minore, o più correttamente ʻakialoa minore (Akialoa obscura (Gmelin, 1788)) è un uccello passeriforme estinto della famiglia Fringillidae.

## Descrizione
- Esemplare impagliato.
- Giovane maschio impagliato.

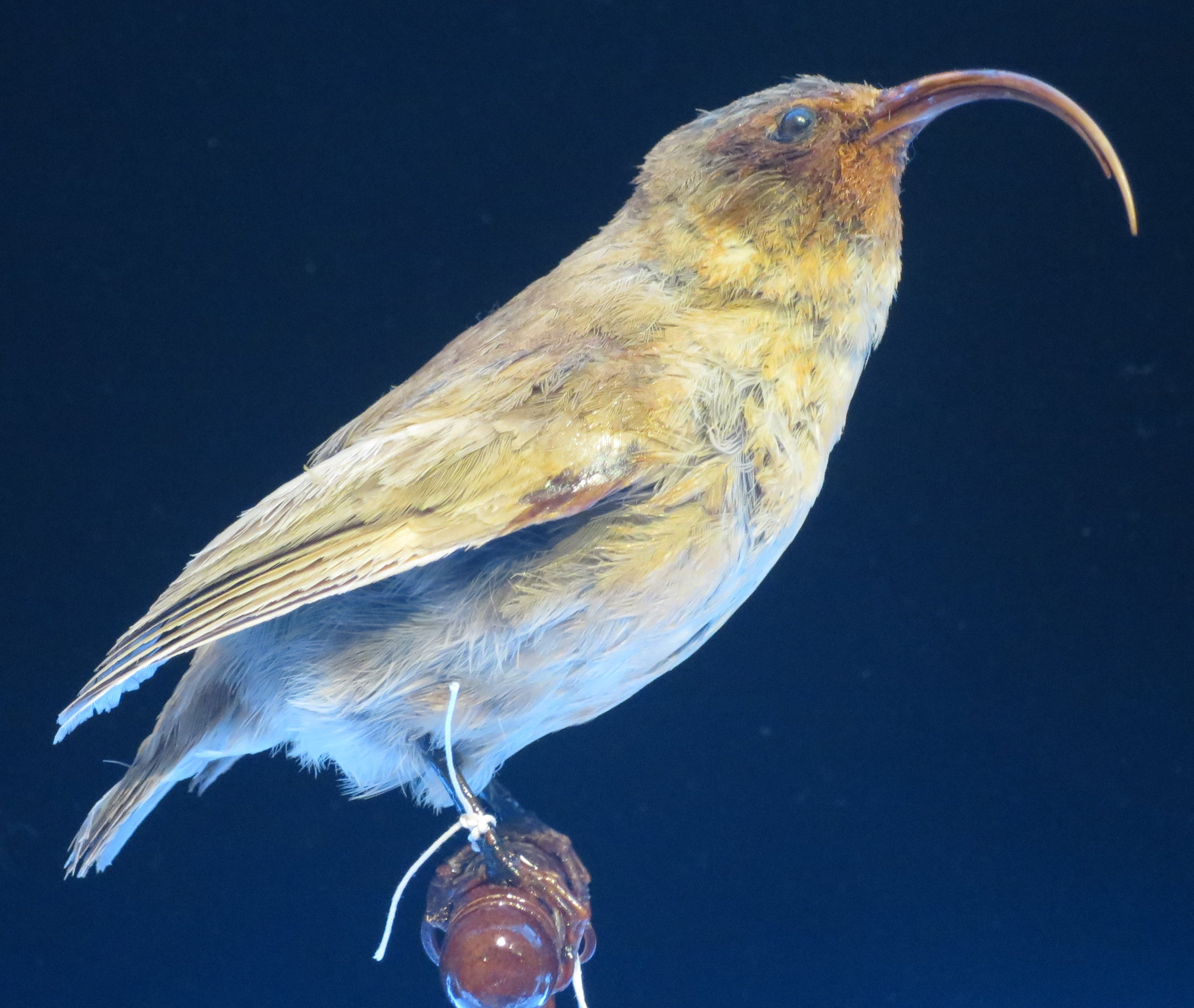
Femmina impagliata al Museo Berenice Pauhai Bishop di Honolulu.

### Dimensioni
Misurava circa 15–16 cm di lunghezza.

### Aspetto
Si trattava di uccelletti dall'aspetto generale tipico dei fringillidi, con ali piccole e corta coda squadrata, sul quale spiccava il lungo becco (fino a 5 cm, apparentemente più lungo nei maschi rispetto alle femmine) sottile e ricurvo.

Il piumaggio presentava dimorfismo sessuale: nei maschi, esso era di colore giallino su tutto il corpo, con parte dorsale (nuca, dorso, ali) sfumata nel verde oliva, remiganti primarie e coda bruno-nerastre e sottocoda biancastro. Nelle femmine, invece, la colorazione era più spenta, con presenza di grigio sul dorso e di biancastro su petto e ventre. In ambedue i sessi, gli occhi erano di colore bruno scuro, mentre zampe e becco erano nerastri e fra i lati del becco e l'occhio correva una sottile mascherina scura.

## Biologia

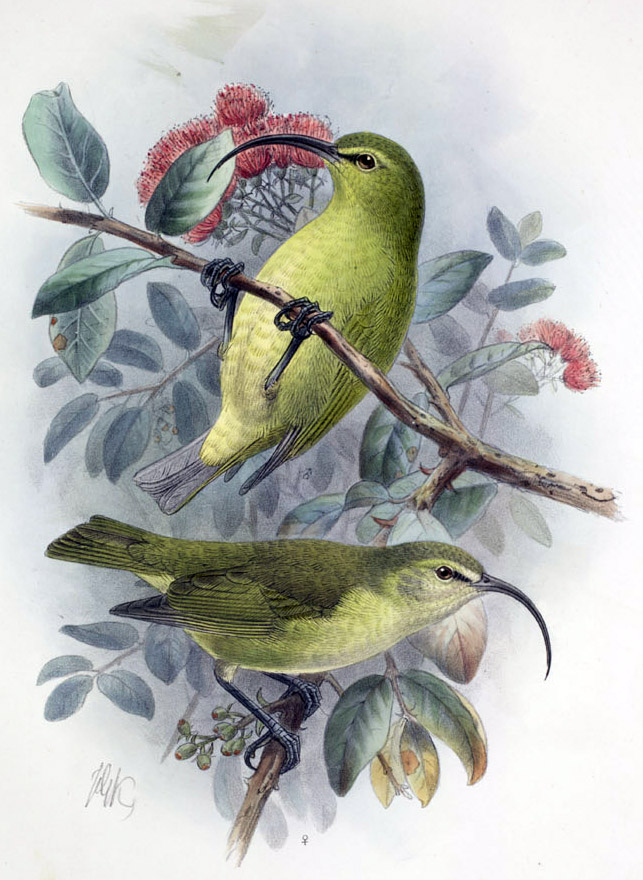
Coppia in un'illustrazione di Keulemans.

Si trattava di uccelli diurni, che vivevano solitamente da soli o in coppie, passando la maggior parte del tempo a percorrere i tronchi degli alberi (specialmente piante malate o morte), sondando gli ammassi di vegetazione e le crepe della corteccia alla ricerca di cibo.

### Alimentazione
La dieta dell'akialoa minore era in parte uguale insettivora e nettarivora: oltre agli insetti, piccoli invertebrati e le loro larve reperiti fra la vegetazione, gli akialoa minori grazie al lungo becco erano in grado di raggiungere il nettare delle specie autoctone di lobelia, della koa e dell'ohia lehua, forse svolgendo anche un qualche ruolo nell'impollinazione di queste piante.

### Riproduzione
Sebbene sia stato osservato un nido contenente due nidiacei (di cui uno già involato) nel mese di giugno, non esistono osservazioni dirette della riproduzione di questa specie: tuttavia, essendo questo evento molto conservativo in tutti i drepanidini, si ritiene (e l'osservazione supporterebbe questa tesi) che essa non differisca significativamente per modalità e tempistiche rispetto a quello delle altre specie affini, che sono monogame e depongono due uova in un nido a coppa, collaborando nell'allevamento della prole.

## Distribuzione e habitat
L'akialoa minore era endemico dell'isola di Hawaii, dove pare potesse essere osservato in gran parte delle aree alberate dell'isola.

## Estinzione
Osservato per la prima volta da europei nel 1779, nel corso della prima spedizione di James Cook, l'akialoa minore era un uccello piuttosto comune su tutta l'isola di Hawaii fino agli inizi del XX secolo: la sua diminuzione fu tanto drastica quanto improvvisa, tanto che già nel 1903 questi uccelli erano divenuti molto difficili da osservare. Dopo varie spedizioni organizzate allo scopo di trovarne degli esemplari e fallite durante gli anni '30, l'ultimo avvistamento confermato di questi uccelli (sebbene sussistano dubbi al riguardo) risale al 1940, sicché la specie è considerata estinta.
Fra i fattori che hanno portato alla scomparsa di questi uccelli, figura sicuramente la distruzione dell'habitat per far spazio ad aree coltivate o insediamenti, ma soprattutto l'arrivo di malattie trasmesse dalle specie introdotte mediante le zanzare (anch'esse introdotte), le quali hanno avuto effetti disastrosi su tutte le specie di drepanidini.